# Legado papal

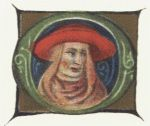
Iluminura de um legado papal, nos decretais do papa Bonifácio VIII (1294 a 1303)

Legado papal (do latim Legatus, título do Império Romano e Pontificius, do Sumo pontífice) é um representante pessoal do papa em nações estrangeiras, ou em algum local da Igreja Católica. Tem poderes sobre assuntos de fé católica e para a decisão de assuntos eclesiásticos.
É nomeado directamente pelo papa, pelo que é geralmente enviado para junto de um governo ou estado soberano, ou para um grande grupo de fiéis, tal como uma igreja nacional. Historicamente, também foram nomeados legados para assumir a liderança de uma acção religiosa: concílios ecuménicos, cruzadas ou acções contra grupos heréticos, como os cátaros. Todavia, "um eclesiástico ou religioso escolhido para agir em nome do pontífice absorvia esta função não como um alter ego papal, mas assimilando-a a si próprio. Elas não identificavam apenas um “representante”, mas um novo espaço do poder pontifício."
O termo legação aplica-se tanto ao mandato do legado como ao território da sua acção, seja ele um estado ou uma província eclesiástica. O adjectivo relativo é legativo.
Durante a história, houve diferentes tipos de legados papais, com diferentes funções e poderes:
- Delegado apostólico — Em nações com as quais a Santa Sé não possuía relações diplomáticas, servia para fazer a ligação do papado com o comércio local, apesar de não ser reconhecido pelo governo do estado de destino (ver Núncio).
- Legatus a Latere — O mais alto posto de legado, que significa literalmente "legado ao lado (do papa)". Confidente do papa, poder-se-ia chamá-lo de o alter ego daquele, uma forma de marcar a presença do sumo pontífice como se este estivesse presente. Foi atribuído a cardeais, sempre a nível excepcional e geralmente por muito pouco tempo.
- Legatus Natus — "Legado nato", ou seja, não nomeado individualmente, mas sim ex officio (em virtude do cargo ocupado), nomeadamente um bispo com o direito de ter o cargo de legado como privilégio da sua sé.
- Legatus Missus — "Legado em missão", enviado para executar uma tarefa específica.
- Legados governamentais — Governadores da autoridade civil de algumas províncias administrativas dos Estados Pontifícios na Itália central, cargo geralmente atribuído a cardeais.